# كن سرخ (باتشة لك الشرقي)
کن سرخ (بالفارسية: کانسرخ) هي قرية تقع في إيران في قسم باتشة لك الشرقي الریفي. يقدر عدد سكانها بـ 726 نسمة بحسب إحصاء 2016.